# Alpenzeitung

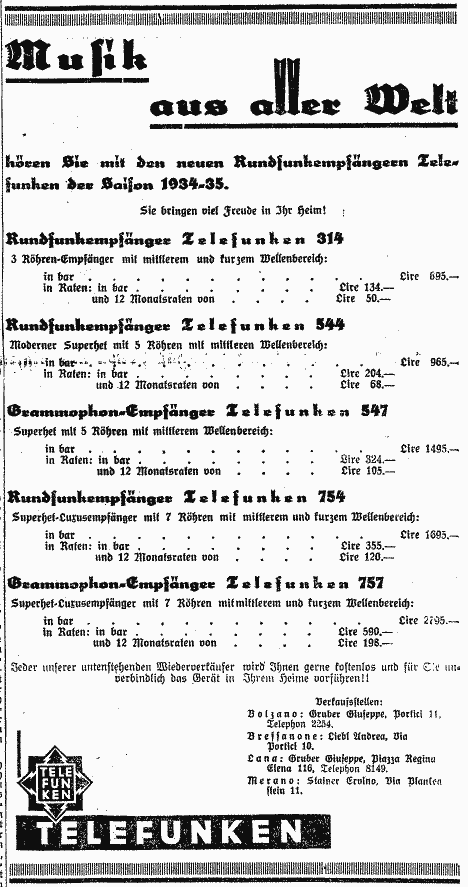
Pubblicità di Telefunken sull'edizione del 16 sett. 1934

L'Alpenzeitung è stato un quotidiano italiano di lingua tedesca diffuso in Alto Adige.

## Storia
Fu pubblicato dal 1926 al 1943, ed editore era l'Ente cooperativo provinciale della stampa fascista, organo dipendente dal Partito Nazionale Fascista, e fu fondato con l'obbiettivo da parte del regime di Mussolini, di creare un quotidiano filogovernativo ma di lingua tedesca, ma rappresentò un fallimento.
Pur essendo infatti il secondo quotidiano della zona dopo La Provincia di Bolzano, l'Alpenzeitung (lett. "Quotidiano delle Alpi"), non riuscì nel tentativo voluto dal regime di fascistizzare la popolazione germanofona, che al contrario, si oppose, e la stampa in lingua tedesca resisteva grazie alla Chiesa o ad organi ad essa collegati, che controllavano diverse testate locali, che ebbero quindi un trattamento di riguardo, anche conseguentemente ai Patti Lateranensi del 1929.
La sede del quotidiano era a Bolzano, e veniva dato alle stampe a Merano presso la tipografia S. Poetzelberger, dal marzo 1927 invece a Bolzano. Primo direttore fu Alfredo Stendardo, segretario del Fascio di Berlino, a cui dal 1927 in poi seguirono Leo Negrelli, Silvio Maurano, Hans Grieco e Mario Ferrandi, ed aveva corrispondenti da Roma e da Vienna. Si occupava di politica, economia, commercio e sport. Tra i collaboratori di lingua tedesca si trovarono Albert Ellmenreich (Merano), Otto Guem (Brunico) e Rupert Steger.